# Trichomonas vaginalis
Trichomonas vaginalis je bičaš koji uzrokuje trihomonijazu.
Živi samo u vegetativnom obliku (trofozoit). Vretenastog je oblika, a kroz osovinu tijela prolazi potporna organela aksostila. Oko tijela su 4 biča, dok peti ide duž njega. Razmnožava se binarnom diobom.
Izaziva degeneraciju i ljuštenje vaginalnog epitela, te do pojave upalnog sekreta koji je rijedak i žućkasto-zelen. Može doći i do kronične upale, te može napasti uretru i izazvati blagi nespecifični uretritis.
Terapiju čini primjena metronidazola kroz 7 dana (u obliku vaginaleta i tableta).